# Roonka Flat
Roonka Flat est un site archéologique situé sur la Murray River, en Australie.
Douze tombes sont datés de 7000/4000 avant le présent. Les corps sont placés verticalement dans un puits, avec des pendentifs de coquilles et d’os percés. Il semble que les ossements de certains squelettes aient été redisposés. Un corps a été trouvé avec un poignard de pierre de 29 cm de long, vraisemblablement utilisé pour ouvrir la cage thoracique. 70 autres sépultures datent d’après 4000 avant le présent et révèlent des changements de rite funéraire. Les corps des adultes mâles sont en position allongée ou contractée ; les tombes renferment des offrandes, des poinçons en os, des épingles de cheveux et des objets de pierre. Certains individus ont été enterrés dans un costume élaboré, avec des bijoux et accompagnés d’un enfant.